# コックリング

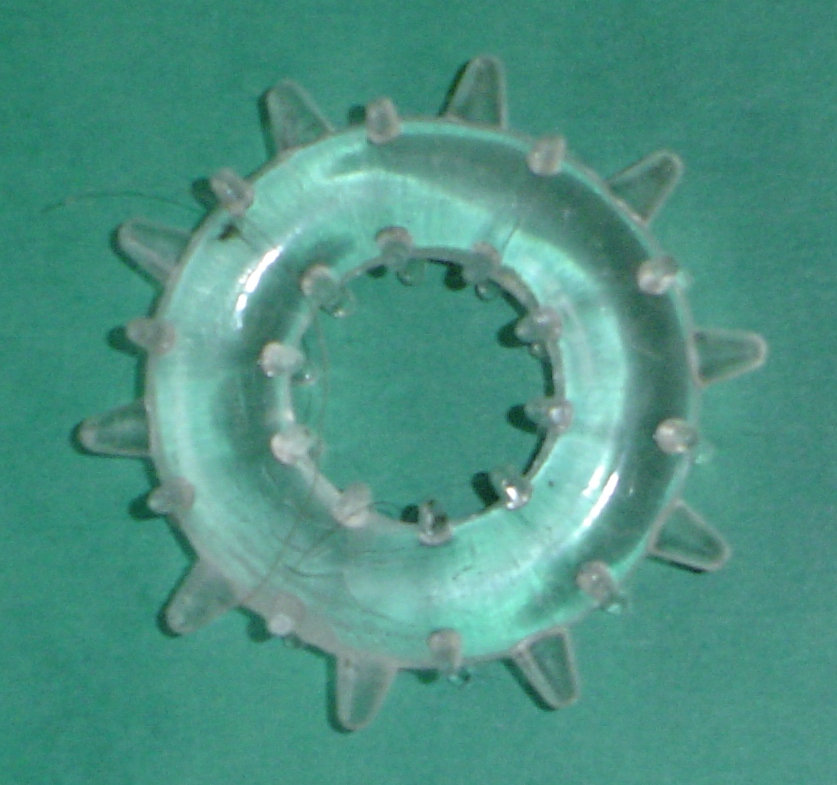
コックリングの一例

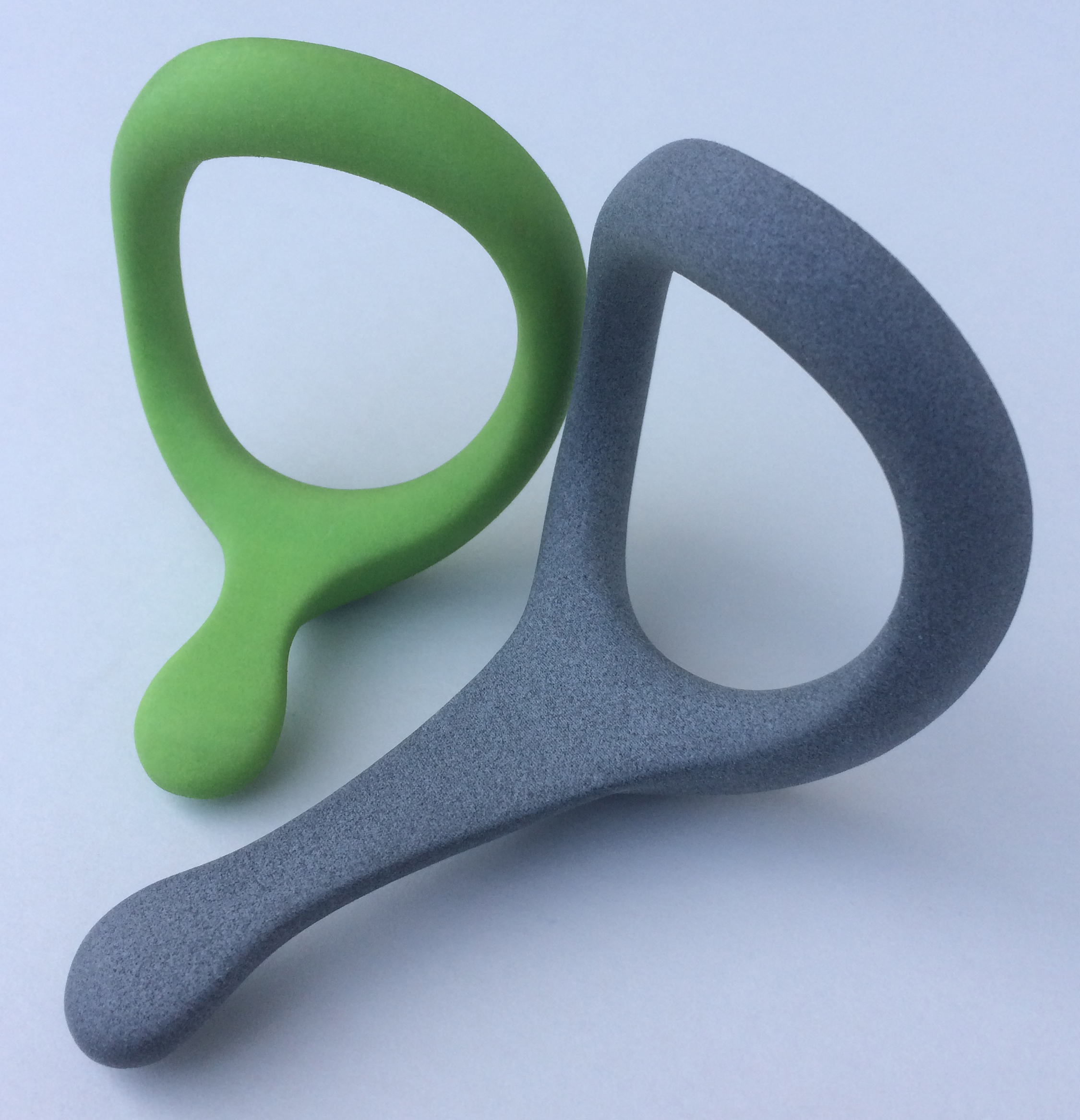
3Dプリントナイロン、コックリング、会陰をマッサージする腕で

コックリング(Cockring)は、男性のペニスにつける輪（性具）である。
主にペニスの根元につけられることが多く、ペニスの血流を遅くし勃起する時間を長くする事に用いられる。
コックリングは陰茎のみに装着する事もペニスと陰嚢の両方につける事も可能である。また陰嚢だけにつける事も可能であるがこの場合はコックリングではなく睾丸カフと呼ばれることが多い。
コックリングの材質はさまざまで皮革・ゴム・シリコン・金属が一般的である。
コックリングという名称はプリンス・アルバート・ピアッシングと同じ意味で用いられることが多いが、金属製の輪である必要はない。

## コックリングによる刺激
コックリングは勃起不全の治療や勃起の亢進を押さえたりするのに使われる他方、締め付けられた時の感触やうっ血を楽しむ場合に使用される。コックリングは性具である一方、性器のアクセサリとしてもつかわれる。ED治療の目的でつかわれる際は血管や神経を傷つけるのを避けたり、勃起をコントロールするために、ペニスの根元についている輪が、バキュームポンプのシリンダーから外れないように、バキュームポンプ本体が勃起を調整している。
コックリングは自慰目的でつかわれたり、より快い勃起を起こしてオルガスムを長引かせるために使われることもある。また快楽を増幅させるためにバイブレーターが付いているタイプもある。

## 使用方法
コックリングは勃起をコントロールしたり激しい勃起を起こさせるために血液をペニス内部に滞留させる。そのため勃起させる場合は、コックリングを必ずペニスの付け根につける。
コックリングは伸縮性のある素材でできている事が多くペニスもしくは陰嚢まで装着する。使用時は睾丸が体の外側へ向かって動いていく。但し金属やプラスチック等硬い素材で出来ている場合は、使用時陰嚢を引っ張り輪に通してから睾丸も輪に通す。そうすることにより、輪に通したペニスが体の外に向かって動く。

## 種類
コックリングの素材は様々あり、シリコン・ゴム・ナイロンといった軟質のものから金属やプラスチックといった硬質な物まである。
ある種のコックリングは性交時にクリトリスや膣・肛門を刺激するものが付いている。また振動するコックリングは、リング自体が振動するタイプがある一方、取り外し可能な2つの弾丸型バイブレーターがクリトリスや睾丸を刺激するドルフィンタイプというものがある。これらのタイプ以外にも性交中にパートナーの陰嚢や会陰を刺激するタイプのものがある。これにより女性は、コックリングについたバイブレーターにクリトリスを刺激されオルガスムスに達しやすくなる。
なおコックリングを装着時、痛みや不快感を覚えたり、性器が冷たくなったと感じたらコックリングを外すべきである。
これらのタイプとは別に膨らませサイズを調節するタイプもある。またトリプルコックリングまたはトリプル・クラウンと呼ばれるタイプは、睾丸を固定するためのリングが2つついている。通常オルガスムスの際、睾丸は体の内側に向かって引っこんで行くものだが、トリプル・クラウンを装着時はその輪によって睾丸は強制的に体の外に向かって動くため、オルガスムスの快感を長引かせることができる。

### 特殊なタイプ
近年発売されているコックリングには、アクセサリーや突起が付いているものも多く2つの睾丸を同時に刺激するバイブレーターがついた物もある。
また、近年発売されているコックリングにも、性交中にクリトリスや肛門を刺激するアクセサリがついた物もある。ただし、付属するアクセサリの数が多ければ多いほど、そのアクセサリの冷たい感触に悩まされやすくなるという難点もある。
これ以外にもコックリングの内蔵された下着がある。このタイプのパンツの内部には、繊維製またはゴム製のコックリングやCリング（ペニスを囲むようにして装着し、行き来させる輪）がついたポーチがあり、それが性器へとつながっている。Cリングは装着者が歩くたびに、性感帯を刺激するようになっている。
カリフォルニア・マッスルというブランドは、背部を露出させられるようになっており、このタイプのCリングのポーチは、細いビキニ型水着やジョックストラップにつけることができる。

## 注意
コックリングの注意書きには、20分から30分以上コックリングを装着してはならない、また睡眠時や麻薬で意識がもうろうとしているときも同じく危険であると書いてある。ペニスがしびれ出したり、白くなり始めたら危険信号であり、すぐに外すべきである。鬱血した状態での長時間装着は陰茎壊死の危険がある。
コックリングを簡単にかつきちんと外れるようにするため、今のコックリングは外しやすくなっており、いちいちペニスの付け根から輪を引っ張りだす手間が省けるようになっている。
抗凝血薬を飲んでいる人や、鎌状赤血球症患者、糖尿病患者、心臓病患者はコックリングを使うべきではないとされている。さらに、それらの問題とは別にコックリングがすぐに抜け落ちたり、恥毛にからまったり、陰のうが締め付けられると言ったトラブルも起きている。そのため、コックリングを使用する際は、ローションも併用するとよいとされている。

### 医学的な問題およびその対策
コックリングがきつすぎたり、コックリングを長時間装着している場合は危険であり、持続勃起症になり、最悪の場合壊疽を起こして陰茎を切断せざるをえなくなることもある。勃起不全の治癒に用いる場合でも、30分以上の装着は不適切であるとされている。また、コックリングをつけたまま眠ったときがもっとも危険とされており、一時的もしくは永久的に、性器の神経を傷つけることになる。コックリングを長くつけすぎると、陰茎亀頭が麻痺しペニスが冷えたり白くなったりするため、すぐに医師の診察を受けるべきであるとされている。
伸縮性のあるコックリングは輪を広げて陰茎から引っ張り出して外すが、体勢の問題で取り出しにくい場合がある。そのため引っ張り出さなくても、すぐに外れる仕掛けがついたものもある。
勃起不全以外の目的で用いられるタイプの物は、血流が戻る力を弱めるための機能が付いている。例としては使用時にリングを行き来するための堅いビーズがついている物がある。
重度の勃起不全の治療に使う際はポンプで勃起させてから、勃起した陰茎にコックリングを被らせるとうまくいく場合がある。勃起不全治療には勃起した際にシリンダーから外れることがないように、よく伸びる素材の輪の使用が望ましいとされている。